# Stylidium graminifolium
Stylidium graminifolium ist eine Pflanzenart aus der Gattung der Schusspflanzen (Stylidium) innerhalb der Familie der Stylidiaceae. Sie hat das größte Verbreitungsgebiet innerhalb ihrer Gattung Stylidium, das Tasmanien, Victoria (Australien), New South Wales und Südaustralien umfasst.
Wie alle Arten dieser Gattung produziert sie Verdauungsenzyme in den unterhalb der Blüten vorhandenen Trichomen und gehört daher zu den fleischfressenden Pflanzen.

## Beschreibung

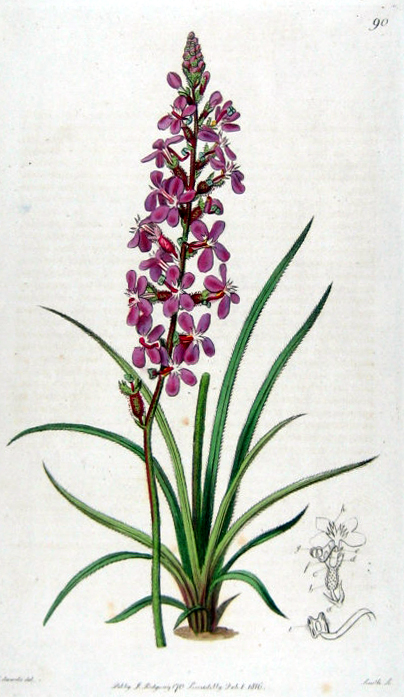
Illustration aus Sydenham Edwards: The Botanical Register: Consisting of Coloured Figures of Exotic Plants, Cultivated in British Gardens. 1816

### Vegetative Merkmale
Stylidium graminifolium wächst horstartig als grasähnliche, ausdauernde krautige Pflanze und erreicht Wuchshöhen von bis zu 60 Zentimetern. Die grundständigen Laubblätter sind 6 bis 20 Zentimeter lang und etwa 4 Millimeter breit.

### Generative Merkmale
Auf einem bis zu 40 Zentimeter hohen Blütenstandsschaft befinden sind in einem traubigen Blütenstand mehrere Blüten.
Die relativ kleinen, zwittrigen Blüten sind zygomorph und weisen einen Durchmesser von etwa 10 Millimeter auf. Die fünf oder vier Kronblätter sind meist rosafarben, manchmal weiß, dabei ist das fünfte zurückgebogen. Die zwei Staubblätter und der Griffel sind zur berührungsempfindlichen Säule verwachsen. 

### Chromosomensatz
Die Chromosomengrundzahl beträgt x = 15; es liegt Diploidie mit einer Chromosomenzahl von 2n = 30 vor.

## Taxonomie
Die Erstbeschreibung von Stylidium graminifolium erfolgte 1805 durch Carl Ludwig Willdenow in Species Plantarum, 4. Auflage, Band 4 Teil 1, Seite 146. Willdenow übernahm den Namen von Olof Peter Swartz.

## Bilder

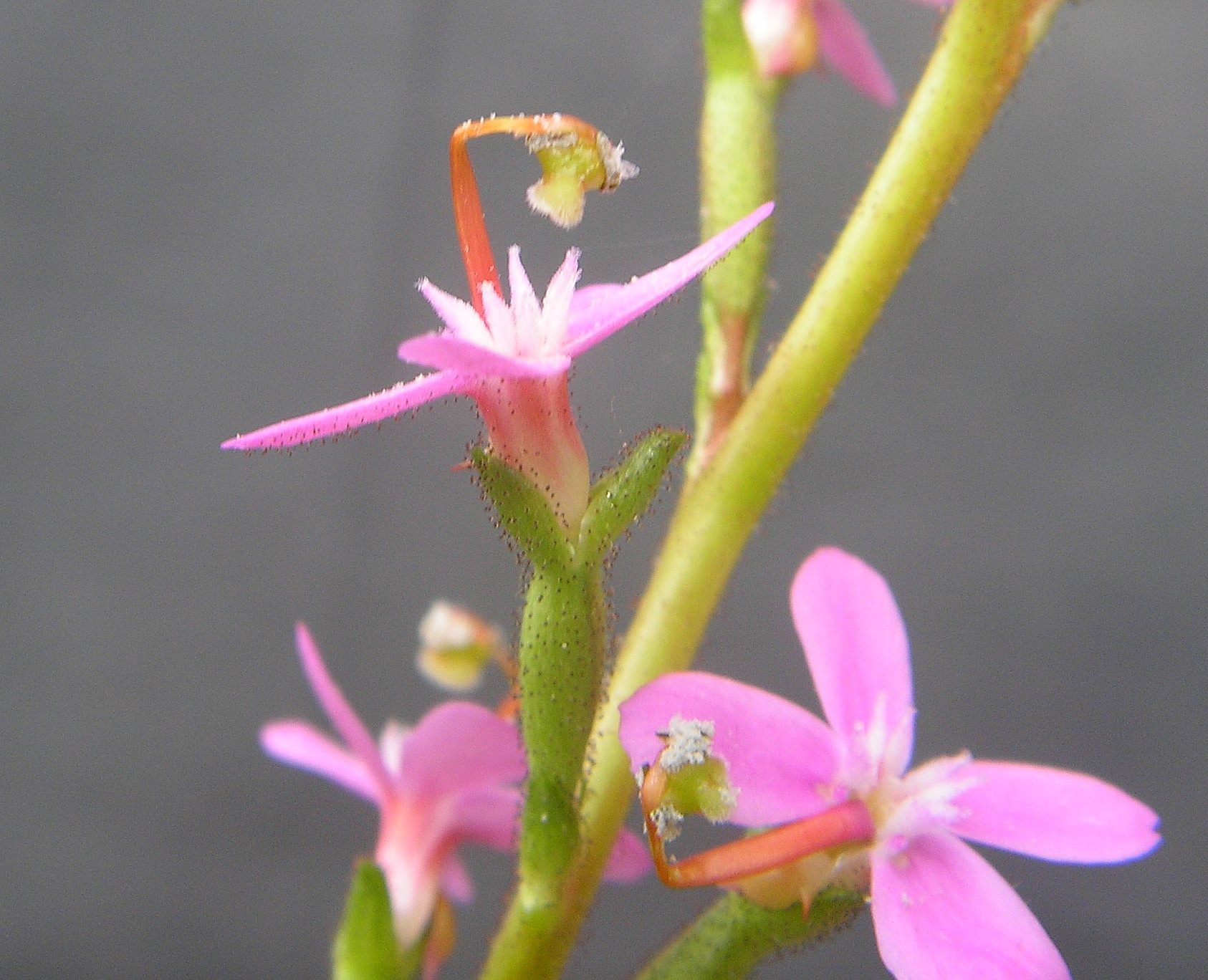
Detail der Blüte mit angespannter und ausgelöster Säule
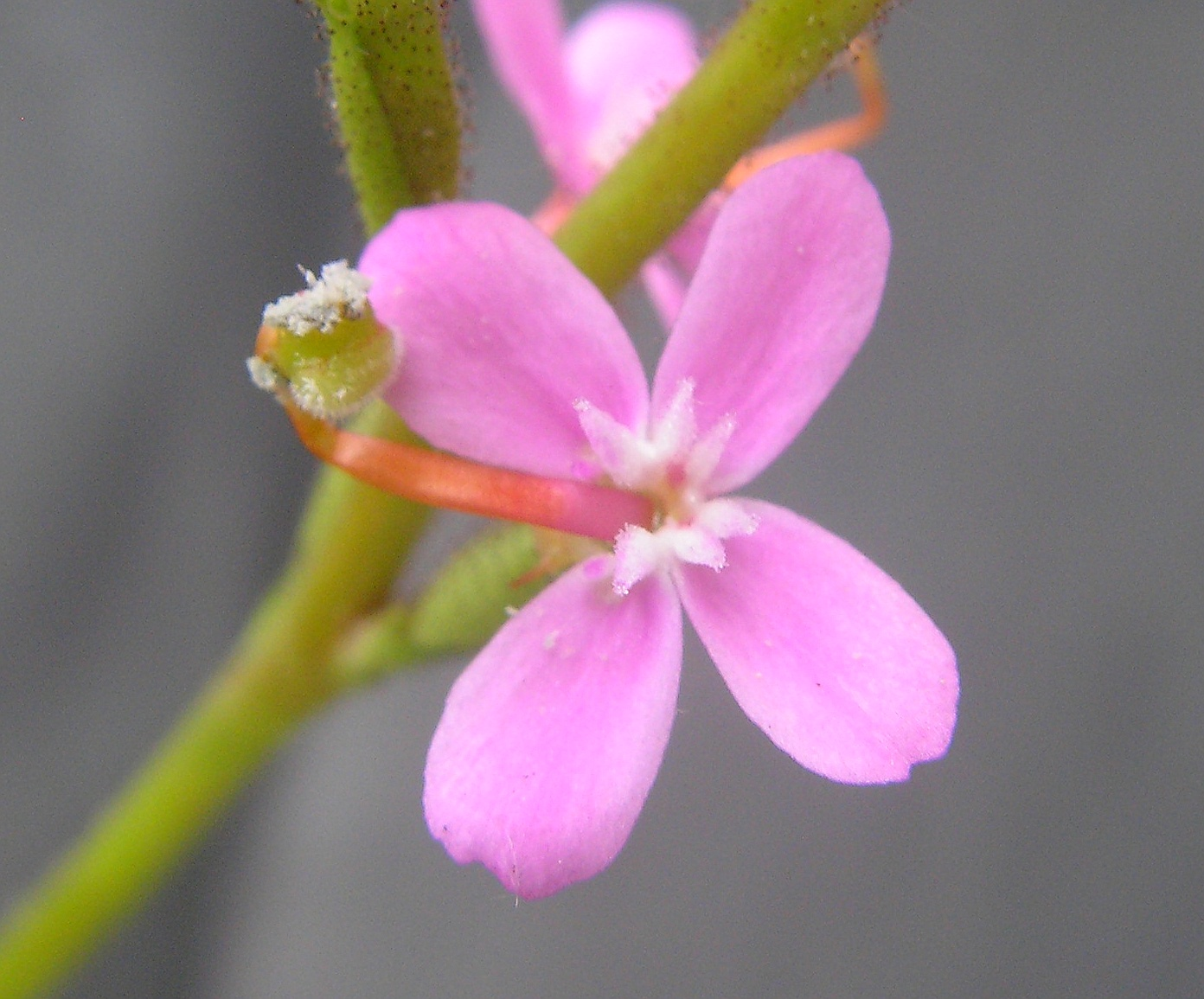
Detail der Blüte mit angespannter und ausgelöster Säule
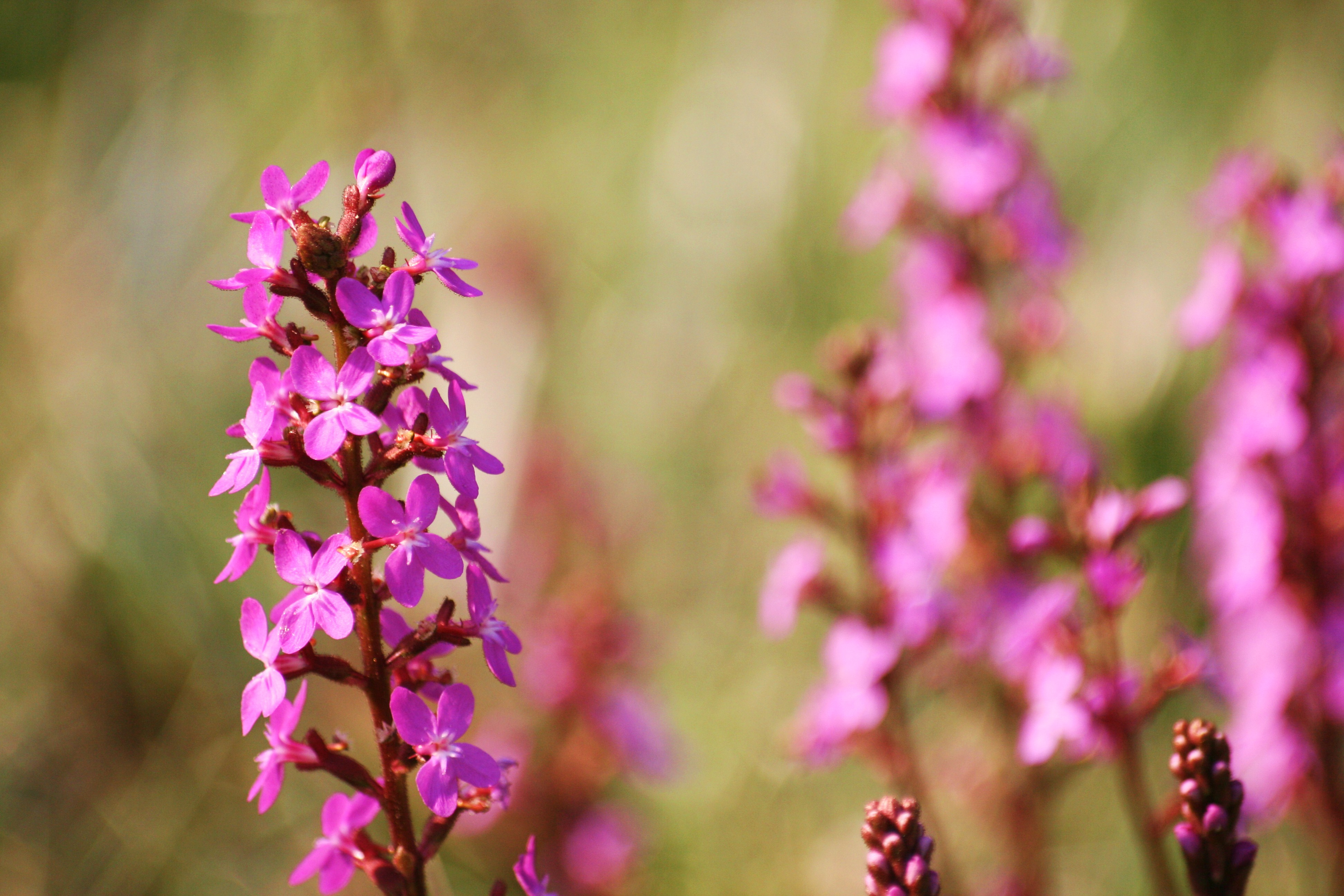
Blütenstand